# Liste der Baudenkmäler in Bad Heilbrunn

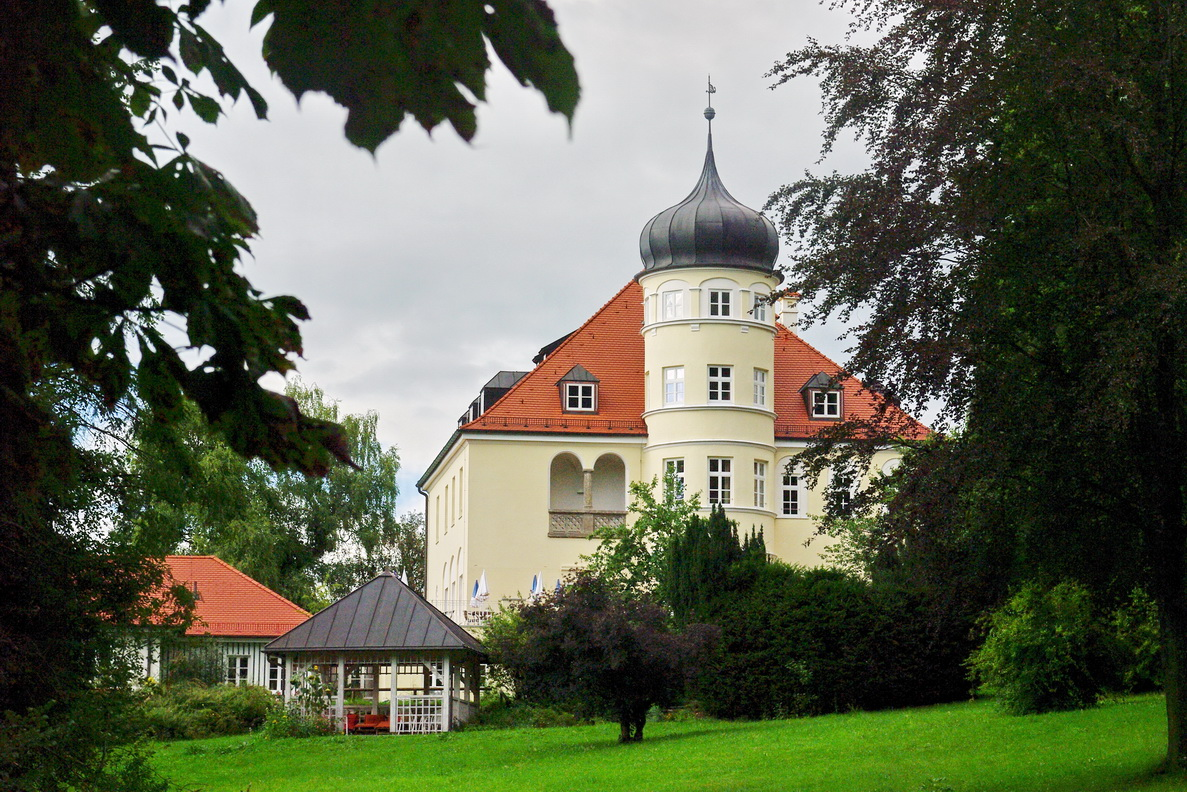
Parkvilla in Bad Heilbrunn

Auf dieser Seite sind die Baudenkmäler in der oberbayerischen Gemeinde Bad Heilbrunn zusammengestellt. Diese Tabelle ist eine Teilliste der Liste der Baudenkmäler in Bayern. Grundlage ist die Bayerische Denkmalliste, die auf Basis des Bayerischen Denkmalschutzgesetzes vom 1. Oktober 1973 erstmals erstellt wurde und seither durch das Bayerische Landesamt für Denkmalpflege geführt wird. Die folgenden Angaben ersetzen nicht die rechtsverbindliche Auskunft der Denkmalschutzbehörde.

## Baudenkmäler nach Ortsteilen

### Bad Heilbrunn
| Lage                                                           | Objekt                             | Beschreibung | Akten-Nr.             | Bild               |
| -------------------------------------------------------------- | ---------------------------------- | --- | --------------------- | ------------------ |
| Ferdinand-Maria-Straße 2; Ferdinand-Maria-Straße 4. (Standort) | Katholische Pfarrkirche St. Kilian | Barocker Saalraum mit hufeisenförmigem Chor und östlichem Zwiebelturm, von Michael Ötschmann und Joseph Hainz, 1725–27, 1931/32 nach Plänen von Max Littmann erweitert; mit Ausstattung (siehe auch: Kanzel). | D-1-73-111-1 Wikidata | weitere Bilder     |
| Adelheidstraße 2 (Standort)                                    | Seppenhof                          | Wohnteil eines ehemaligen Bauernhauses, Flachsatteldachbau mit Blockbau-Obergeschoss, dreiseitig umlaufender Laube und teilverschalter Giebellaube, Kern zweite Hälfte 17. Jahrhundert, Dach später           | D-1-73-111-2 Wikidata | weitere Bilder     |
| Badstraße 1 (Standort)                                         | Landhaus Höck                      | Zweigeschossiger putzgegliederter Walmdachbau in historisierenden Formen mit Zwiebelturm, Loggien und Hausfigur, nach Plänen von Gabriel von Seidl, 1913/14                                                   | D-1-73-111-3          | weitere Bilder     |
| Bierhäuslweg 11 (Standort)                                     | Gasthaus Bierhäusl                 | Zweiflügeliger Halbwalmdachbau mit teilweise verbrettertem Obergeschoss, erbaut im Auftrag des Klosters Benediktbeuern im 18. Jahrhundert                                                                     | D-1-73-111-4 Wikidata | Gasthaus Bierhäusl |
| Sankt-Kilians-Platz 3 (Standort)                               | Pfarrhaus                          | Zweigeschossiger Halbwalmdachbau mit Ortganggesims, um 1810 | D-1-73-111-5 Wikidata | weitere Bilder     |

### Hinterstallau
| Lage                       | Objekt         | Beschreibung | Akten-Nr.             | Bild           |
| -------------------------- | -------------- | --- | --------------------- | -------------- |
| Hinterstallau 1 (Standort) | Getreidekasten | Obergeschossig eingebauter Blockbau, zweite Hälfte 16. Jahrhundert | D-1-73-111-8 Wikidata | Getreidekasten |
| Hinterstallau 2 (Standort) | Bauernhaus     | Flachsatteldachbau mit Blockbau-Obergeschoss, zweiseitig umlaufender Laube und verschalter Hochlaube, Ende 17. Jahrhundert, Dach später Getreidekasten, obergeschossig eingebauter Blockbau, Mitte 18. Jahrhundert | D-1-73-111-9 Wikidata | weitere Bilder |

### Kiensee
| Lage                     | Objekt                     | Beschreibung | Akten-Nr.              | Bild                       |
| ------------------------ | -------------------------- | --- | ---------------------- | -------------------------- |
| Kiensee 1 (Standort)     | Ehemaliges Bauernhaus      | Flachsatteldachbau mit Blockbau-Obergeschoss, umlaufender Laube, verschalter Giebellaube und Traufbundwerk, zweite Hälfte 18. Jahrhundert                   | D-1-73-111-12 Wikidata | Ehemaliges Bauernhaus      |
| Kiensee 2 (Standort)     | Ehemaliges Kleinbauernhaus | Flachsatteldachbau mit Blockbau-Obergeschoss, Kniestock, zweiseitiger Laube und teilverschalter Giebellaube, erste Hälfte 18. Jahrhundert                   | D-1-73-111-13 Wikidata | Ehemaliges Kleinbauernhaus |
| Kiensee 8 (Standort)     | Bauernhaus                 | Flachsatteldachbau mit Blockbau-Obergeschoss, umlaufender Laube, verschalter Giebellaube und Traufbundwerk, Mitte 17. Jahrhundert, Bundwerk 18. Jahrhundert | D-1-73-111-45 Wikidata | Bauernhaus                 |
| Kiensee, Wies (Standort) | Kapelle                    | Lisenengegliederter neuromanischer Flachsatteldachbau mit eingezogenem Chor und Dachreiter, 1878 erbaut, 1882 erweitert; mit Ausstattung                    | D-1-73-111-11 Wikidata | weitere Bilder             |

### Linden
| Lage                     | Objekt         | Beschreibung | Akten-Nr.              | Bild           |
| ------------------------ | -------------- | --- | ---------------------- | -------------- |
| Hammerl 1 (Standort)     | Einzelhof      | Flachsatteldachbau mit Blockbau-Obergeschoss, Laube und teilverschalter Giebellaube, erste Hälfte 18. Jahrhundert, Dachaufbau später              | D-1-73-111-16 Wikidata | weitere Bilder |
| Bei Linden 10 (Standort) | Getreidekasten | Obergeschossiger Blockbau, zweite Hälfte 16. Jahrhundert, Überbau mit Bruchsteinsockel wohl später                                                | D-1-73-111-43 Wikidata | Getreidekasten |
| Linden 7 (Standort)      | Einzelhof      | Flachsatteldachbau mit Blockbau-Obergeschoss, umlaufender Laube und teilverschalter Giebellaube, Ende 17. Jahrhundert, Dachaufbau 19. Jahrhundert | D-1-73-111-17 Wikidata | Einzelhof      |

### Obersteinbach
| Lage                        | Objekt                     | Beschreibung | Akten-Nr.              | Bild           |
| --------------------------- | -------------------------- | --- | ---------------------- | -------------- |
| Am Oberen Kreut (Standort)  | Dörrhütte                  | Erdgeschossiger Bruchsteinbau mit Flachsatteldach, erste Hälfte 19. Jahrhundert                                              | D-1-73-111-30 Wikidata | BW             |
| Dorfstraße 5 (Standort)     | Kapelle                    | Dreiseitig geschlossener Satteldachbau mit Dachreiter, 1890, Dachreiter 1909; mit Ausstattung                                | D-1-73-111-25 Wikidata | weitere Bilder |
| Dorfstraße 14 (Standort)    | Bauernhaus                 | Zweigeschossiger Satteldachbau mit Giebelbalkon und Traufbundwerk, um 1840                                                   | D-1-73-111-27 Wikidata | BW             |
| Dorfstraße 17 (Standort)    | Ehemaliges Kleinbauernhaus | Einhüftiger Flachsatteldachbau teilweise mit verputztem Blockbau-Obergeschoss und traufseitiger Laube, Mitte 18. Jahrhundert | D-1-73-111-26 Wikidata | BW             |
| In Obersteinbach (Standort) | Getreidekasten             | Obergeschossig eingebauter Blockbau, zweite Hälfte 16. Jahrhundert, Überbau modern                                           | D-1-73-111-29 Wikidata | BW             |

### Ramsau
| Lage                 | Objekt                         | Beschreibung | Akten-Nr.              | Bild           |
| -------------------- | ------------------------------ | --- | ---------------------- | -------------- |
| Aufeld (Standort)    | Kapelle St. Antonius von Padua | Barockisierender Flachsatteldachbau mit verschindeltem Zwiebel-Dachreiter, bezeichnet „1925“; mit Ausstattung              | D-1-73-111-44 Wikidata | weitere Bilder |
| In Ramsau (Standort) | Getreidekasten                 | Zweigeschossiger Blockbau in altem Flachsattel-Überbau, zweite Hälfte 17. Jahrhundert                                      | D-1-73-111-32 Wikidata | weitere Bilder |
| Ramsau 3 (Standort)  | Wegkreuz                       | Historisierender gusseiserner Kruzifix mit Schmerzensmutter, bezeichnet mit „1906“                                         | D-1-73-111-33 Wikidata | Wegkreuz       |
| Ramsau 6 (Standort)  | Gasthof                        | Satteldachbau mit Blockbau-Obergeschoss, Kniestock, umlaufender Laube und Giebelbalkon, 18. Jahrhundert, Dachaufbau später | D-1-73-111-31 Wikidata | Gasthof        |

### Andere Ortsteile
| Lage                                                           | Objekt                                             | Beschreibung | Akten-Nr.              | Bild                                               |
| -------------------------------------------------------------- | -------------------------------------------------- | --- | ---------------------- | -------------------------------------------------- |
| Achmühl Achmühl 1 (Standort)                                   | Einfirsthof                                        | Satteldachbau mit verputztem Blockbau-Obergeschoss, hohem verbrettertem Kniestock und traufseitiger Laube, im Kern 17. Jahrhundert, um 1850/60 erweitert und aufgesteilt, Umbau des Ökonomieteils, um 1920/30                                                          | D-1-73-111-6 Wikidata  | Einfirsthof                                        |
| Baumberg Baumberg 2 (Standort)                                 | Zugehöriger obergeschossiger Getreidekasten        | 17./18. Jahrhundert, Überbau erste Hälfte 19. Jahrhundert | D-1-73-111-7 Wikidata  | BW                                                 |
| Hub Hub 3 (Standort)                                           | Zugehöriger obergeschossiger Getreidekasten        | Ende 16. Jahrhundert; Überbau erneuert | D-1-73-111-10 Wikidata | weitere Bilder                                     |
| Langau Langau 3; In Langau (Standort)                          | Wohnteil eines Bauernhauses                        | Flachsatteldachbau mit teilweise verputztem Blockbau-Obergeschoss, zweiseitig umlaufender Laube und verschalter Giebellaube, zweite Hälfte 18. Jahrhundert, Lauben 19. Jahrhundert Getreidekasten, obergeschossig eingebauter Blockbau, bezeichnet mit dem Jahr „1752“ | D-1-73-111-15 Wikidata | weitere Bilder                                     |
| Nantesbuch Nantesbuch 2 (Standort)                             | Katholische Kapelle                                | Satteldachbau mit eingezogenem rundem Chorschluss, zweite Hälfte 17. Jahrhundert; mit Ausstattung | D-1-73-111-19 Wikidata | weitere Bilder                                     |
| Oberbuchen In Oberbuchen (Standort)                            | Katholische Filialkirche St. Maria                 | Barocker Saalbau mit eingezogenem Chor und südlichem Zwiebelturm, im Kern 1636, 1711–13 von Joseph Hainz erweitert und 1737 erhöht; mit Ausstattung Friedhofsmauer, umlaufende verputzte Steinmauer                                                                    | D-1-73-111-20 Wikidata | weitere Bilder                                     |
| Oberbuchen In Oberbuchen, am westlichen Ortsende (Standort)    | Bildstock                                          | Backsteingehäuse mit Kruzifix in rundbogiger Nische, Ende 19. Jahrhundert; mit Ausstattung | D-1-73-111-22 Wikidata | Bildstock                                          |
| Oberenzenau Bahnhofstraße 4 (Standort)                         | Getreidekasten                                     | Erdgeschossiger Getreidekasten, 16./17. Jahrhundert, Dachaufbau später | D-1-73-111-23 Wikidata | weitere Bilder                                     |
| Oberenzenau Bahnhofstraße 10 (Standort)                        | Bauernhaus                                         | Zweigeschossiger putzgegliederter Satteldachbau mit giebelseitigen Balkons, bezeichnet mit „1901“ | D-1-73-111-24 Wikidata | Bauernhaus                                         |
| Reindlschmiede Reindlschmiede 8 (Standort)                     | Gasthaus Reindlschmiede                            | Zweigeschossiger Halbwalmdachbau, zweites Viertel 19. Jahrhundert | D-1-73-111-34 Wikidata | Gasthaus Reindlschmiede                            |
| Schönau Schönau 2 (Standort)                                   | Feicht                                             | Stattliches Bauernhaus mit zum Teil verputztem Blockbau-Obergeschoss, um 1700 Zugehörig zweigeschossiger Getreidekasten, Erdgeschoss 16./17. Jahrhundert, Obergeschoss bezeichnet mit dem Jahr „1777“                                                                  | D-1-73-111-35 Wikidata | weitere Bilder                                     |
| Schönau Am Weiher (Standort)                                   | Wegkreuz                                           | gusseisernes Kruzifix mit hölzernem Wettermantel, Anfang 20. Jh. | D-1-73-111-36          | weitere Bilder                                     |
| Unterenzenau Unterenzenau 1 (Standort)                         | Bauernhaus                                         | Flachsatteldachbau mit Blockbau-Obergeschoss, umlaufendem geschnitztem Laubengitter und teilverschalter Giebellaube, erste Hälfte 18. Jahrhundert, Dachaufbau später                                                                                                   | D-1-73-111-37 Wikidata | Bauernhaus                                         |
| Untersteinbach In Untersteinbach (Standort)                    | Katholische Kapelle                                | Rechteckiger Satteldachbau mit verschindeltem Dachreiter, Anfang 19. Jahrhundert; mit Ausstattung | D-1-73-111-38 Wikidata | weitere Bilder                                     |
| Voglherd Voglherd 1 (Standort)                                 | Ehemaliges Jägerhaus des Klosters Benediktbeuern   | Zweigeschossiger verputzter Bruchsteinbau mit Satteldach, im Kern 1717, erste Hälfte des 19. Jahrhunderts verändert | D-1-73-111-39 Wikidata | BW                                                 |
| Weiherhäusl Ramsau 30 (Standort)                               | Ehemaliges Fischerhaus des Klosters Benediktbeuern | Flachsatteldachbau mit Blockbau-Obergeschoss und zweiseitiger Laube, Kern Mitte 17. Jahrhundert | D-1-73-111-40 Wikidata | Ehemaliges Fischerhaus des Klosters Benediktbeuern |
| Wörnern Wörnern 5 (Standort)                                   | Getreidekasten                                     | Zweigeschossiger je zweiräumiger Blockbau in altem Flachsatteldach-Überbau, Ende 16. Jahrhundert | D-1-73-111-41 Wikidata | Getreidekasten                                     |
| Wörnern Wörnern, am Ostrand des Weilers (Kleinfeld) (Standort) | Wegkreuz                                           | Hölzernes Kruzifix mit Schmerzensmutter und Wettermantel, 18. Jahrhundert, Stamm 1984 erneuert | D-1-73-111-42 Wikidata | Wegkreuz                                           |

## Ehemalige Baudenkmäler
In diesem Abschnitt sind Objekte aufgeführt, die früher einmal in der Denkmalliste eingetragen waren, jetzt aber nicht mehr. Objekte, die in anderem Zusammenhang also z. B. als Teil eines Baudenkmals weiter eingetragen sind, sollen hier nicht aufgeführt werden. Aktennummern in diesem Abschnitt sind ehemalige, jetzt nicht mehr gültige Aktennummern.

| Lage                                   | Objekt     | Beschreibung | Akten-Nr.              | Bild |
| -------------------------------------- | ---------- | --- | ---------------------- | ---- |
| Linden Linden 8 (Standort)             | Bundwerk   | Traufbundwerk am Bauernhaus, Ende 18. Jahrhundert | D-1-73-111-18 Wikidata | BW   |
| Oberbuchen Oberbuchen 1 (Standort)     | Bundwerk   | Traufbundwerk am Bauernhaus, Ende 18. Jahrhundert | D-1-73-111-21 Wikidata | BW   |
| Obersteinbach Dorfstraße 12 (Standort) | Bauernhaus | Satteldachbau mit Blockbau-Obergeschoss, zweiseitig umlaufender Laube, Balkon am verschalten Giebelfeld und Traufbundwerk, erste Hälfte 18. Jahrhundert, Bundwerk Anfang 19. Jahrhundert, Dach später | D-1-73-111-28 Wikidata | BW   |